# Colquhoun
Colquhoun är en gammal skotsk adlig ätt, vars förste kände medlem, Umfridus de Kilpatrik, under förra hälften av 1200-talet förvärvade godset Culchone eller Colquhoun i Dumbartonshire och sedan upptog detta namn som sitt eget.
Från 1300-talet bar släktens huvudgren efter nya godsförvärv namnet Colquhon of Luss. En sir John Colquhon förvärvade 1625 värdigheten baronet of Nova Scotia. I Skottland utdog ättens huvudgren 1718 med sir Humphrey Colquhon vars dotterson överförde namnet och titeln till släkten Grant, som 1789 erhöll brittisk baronetvärdighet.
Den svenska släkten Gahn påstods tidigare felaktigt enligt en gammal familjetradition härstamma från ätten Colquhoun från Dumbartonshire men nyare forskning har visat att den "gamla traditionen" i stället var en tidstypisk släktforskningskonstruktion från 1781 med huvudsyftet att komplettera ett borgerligt släktträd med adliga anor.